# ورقة اقتراع
ورقة الاقتراع هي الورقة التي تعطى للناخب ليختار منها مرشحه قبل أن يضعها في صندوق أوراق الإقتراع الموجود في محل الاقتراع. في أبسط الأحوال، قد تكون ورقة الاقتراع مجرد قطعة ورقية يدون فيها الاسم المرشح. أما في الانتخابات الحكومية كمنافسة الرئاسيات والتشريعيات والبلديات فإنه يجري اعداد قسائم اقتراع مسبقة الطبع يظهر فيها كل المرشحين بأسمائهم ورموزهم على أن يلتزم الناخب بتعبئتها وفق النهج المتفق عليه وإلا جرى استبعاد ورقته. وفي الأوان الأخير، باتت الحكومات تهيئ أجهزة حاسوبية لتسجيل أصوات الناخبين وحفظها وعدها آليا مما ييسر سيرورة فرز الأصوات تيسيرا كبيرا.

## معرض صور

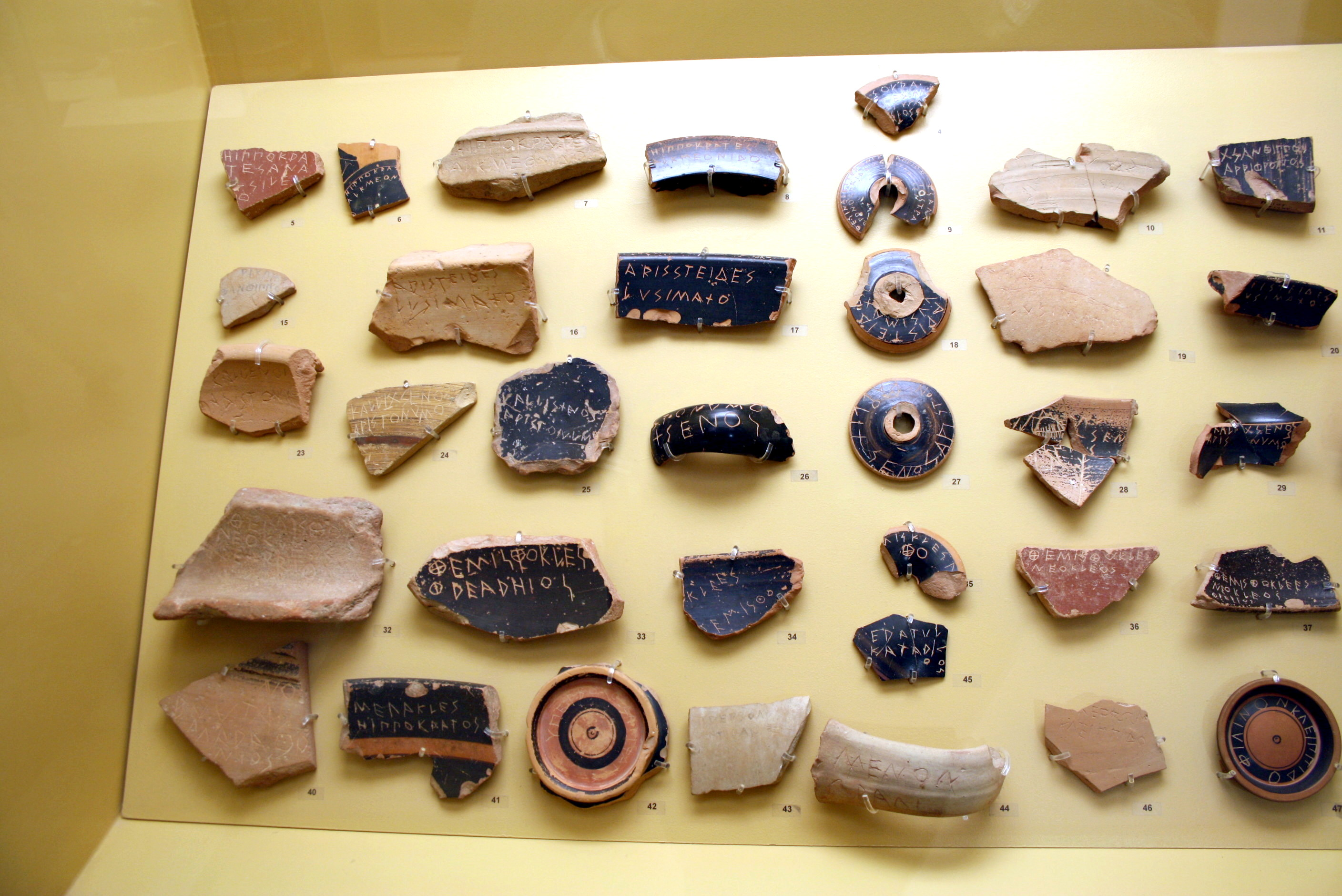
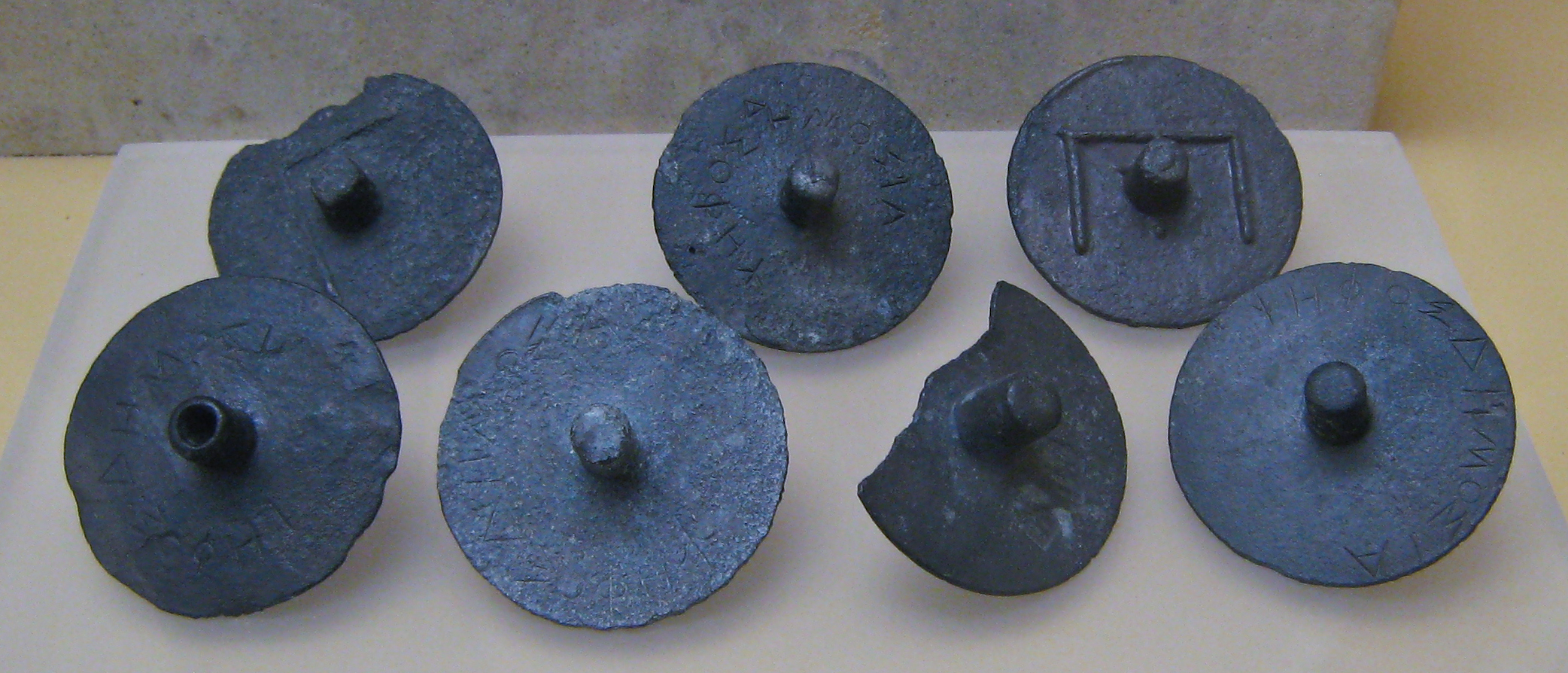
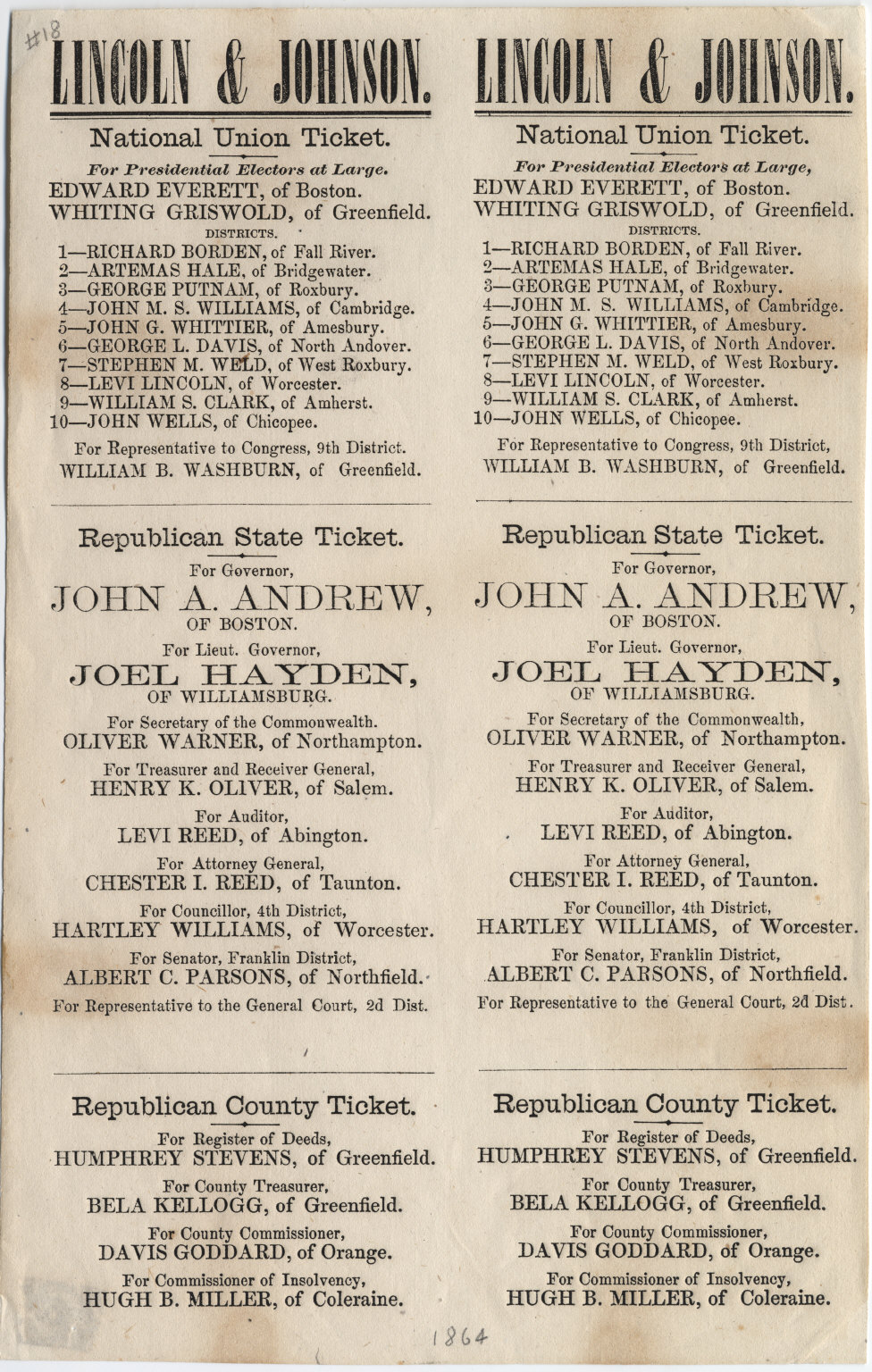